# Nigel Moore
Nigel Moore (né le 4 janvier 1992 à Tockwith, Angleterre) est un pilote de course britannique.

## Carrière
Nigel Moore commença le sport automobile par le karting puis passa en 2007 en Championnat Ginetta Junior, qu’il remporta dès la première année avec huit victoires. Il passe alors en Ginetta G50 Cup, qu’il gagne également. Il s’engage ensuite en British GT (2008 et 2009) ce qui lui permet de disputer les 24 Heures du Mans à l’âge de 17 ans au volant d’une Ginetta-Zytek GZ09S en catégorie LM P1. Il devient alors le plus jeune pilote britannique à prendre part à cette course légendaire. Il était associé à Richard Dean et Lawrence Tomlinson, le patron de Ginetta. Cependant, l’aventure mancelle s’arrête après 178 tours.

Nigel Moore continue de gravir les échelons en remportant l’année suivante, en 2010, la Formula Palmer Audi. Pendant quelques années, tout en continuant à courir en VLN par exemple, il se fait plus discret avant de réapparaitre en 2016. Tockwith Motorsports commence la saison en Michelin GT3 Le Mans Cup avec une Audi R8 LMS avant de rapidement stopper l’aventure pour passer en European Le Mans Serie. Néanmoins Nigel Moore, avec comme copilote Phil Hanson, disputent le Road to Le Mans qu’ils terminent 35e. Une Ligier JS P3 est engagée en European Le Mans Serie aux mains de Nigel Moore et Phil Hanson. Ils signent la pole position dès leur première apparition en cours de saison sur le circuit du Castellet. Finalement, le duo finit sixième de la catégorie LM P3 lors de cette course et boucle l’année avec un total de 9,5 points et une 16e place au championnat European Le Mans Serie. Ce même duo gagne ensuite la manche inaugurale (Snetterton) d’un nouveau champion en Grande-Bretagne, le Henderson Insurance Brokers LMP3 Cup Championship.
Pendant l’hiver 2016/2017, l’équipage Nigel Moore et Phil Hanson avec le Tockwith Motorsports poursuit son apprentissage en Asian Le Mans Series avec une Ligier JS P3. Grâce à deux victoires à Fuji et Sepang, Nigel Moore et Phil Hanson sont titrées en LM P3 avec 77 points, ce qui lui permet d’obtenir une invitation aux 24 Heures du Mans 2017.

## Palmarès

### Résultats complets du GT britannique
| Année | Équipe | Châssis     | Classe | 1       | 2       | 3        | 4       | 5       | 6        | 7        | 8        | 9         | 10       | 11       | 12       | 13        | 14       | DC   | Pts |
| ----- | ------ | ----------- | ------ | ------- | ------- | -------- | ------- | ------- | -------- | -------- | -------- | --------- | -------- | -------- | -------- | --------- | -------- | ---- | --- |
| 2008  | RPM    | Ginetta G50 | GT4    | OUL 1   | OUL 2   | KNO 1    | KNO 2   | ROC 1   | ROC 2    | SNE 1 22 | SNE 2 16 | THR 1 Ret | THR 2 10 | BRH 1 11 | BRH 2 15 | SIL 1 Ret | DON 1 12 | 11th | 38  |
| 2009  | WFR    | Ginetta G50 | GT4    | OUL 1 8 | OUL 2 9 | SPA 1 12 | SPA 2 9 | ROC 1 8 | ROC 2 11 | KNO 1    | KNO 2    | SNE 1 6   | SNE 2 10 | DON 1 7  | SIL 1 8  | BRH 1 11  | BRH 2 10 | 2nd  | 67  |

### Résultats complets Asian Le Mans Series
| Année     | Équipe                          | Voiture      | ZHU   | FUJ   | BUR   | SEP   | Points | Classement |
| --------- | ------------------------------- | ------------ | ----- | ----- | ----- | ----- | ------ | ---------- |
| 2016-2017 | No.26 Tockwith Motorsports      | Ligier JS P3 | 2     | 1     | 7     | 1     | 77     | 1re        |
| 2017-2018 | No.65 Viper Niza Racing (en)    | Ligier JS P3 |       |       | 5     | 4     | 22     | 8e         |
| 2018-2019 | No.65 Viper Niza Racing (en)    | Ligier JS P3 | SHA 8 | FUJ 6 | THA 8 | SEP 7 | 23     | 9e         |
| 2019-2020 | No.13 Inter Europol Competition | Ligier JS P3 | SHA   | BEN   | SEP   | BUR   | *      | *          |

N.B. * Saison en cours. Les courses en " gras  'indiquent une pole position, les courses en "italique" indiquent le meilleur tour de course.

### Résultats complets European Le Mans Series
| Année | Équipe                          | Voiture        | SIL   | MON | RBR | LEC | SPA | POR | Points | Classement |
| ----- | ------------------------------- | -------------- | ----- | --- | --- | --- | --- | --- | ------ | ---------- |
| 2016  | No.26 Tockwith Motorsports      | Ligier JS P3   |       |     |     | 6   | 12  |     | 9,5    | 16e        |
| 2017  | No.26 Tockwith Motorsports      | Ligier JS P217 | 5     | 11  | 9   |     |     |     | 12.5   | 16e        |
| 2019  | No.13 Inter Europol Competition | Ligier JS P3   | LEC 3 | MON | BAR | SIL | SPA | ALG | 13*    | 3e*        |

* Saison toujours en cours.

### Résultats complets Championnat du monde d'endurance
| Année | Équipe                     | Voiture        | SIL | SPA | LMS | NÜR | MEX | CDA | FUJ | SHA | BHR | Total points | Classement |
| ----- | -------------------------- | -------------- | --- | --- | --- | --- | --- | --- | --- | --- | --- | ------------ | ---------- |
| 2017  | No.34 Tockwith Motorsports | Ligier JS P217 |     | Ab. | 11  | Ab. |     |     |     |     |     | 1            |            |

- Saison toujours en cours.